# B-Boy (игра)
B-Boy — игра для PlayStation Portable и PlayStation 2 в жанре Action, в которой игрокам предстоит соревноваться более чем с сорока профессиональными бибоями.

## Судейство в игре
Оценивать выступление будут пять членов жюри. Каждый из них отвечает за свой аспект представления. Свой голос судья может отдать либо вам или вашей команде, либо сопернику, либо может решить, что вы равны по силам.
Победитель определяется по завершении состязания — им становится тот, за кого проголосовало большинство судей.
Голос каждого судьи отображается в виде медали. Далее перечислены критерии оценки:
- Blow up (взорвите) — шанс заработать медаль в данной категории тем более, чем круче и сложнее ваше выступление. Нужно выполнять силовые элементы, особые и завершающие движения — и медаль обеспечена.
- Rhythm (ритм) — двигайтесь в такт музыке и докажите, что у вас есть чувство ритма.
- Creativity (изобретательность) — старайтесь придумывать новые движения и их связки, используйте как можно большее их количество и не повторяйтесь.
- Flow (поток) — чтобы получить медаль в этой категории, надо постараться связать в последовательность как можно больше различных движений. Чем дольше вы будете двигаться без остановки, тем лучшее впечатление произведёте на судей.
- Foundation (основа) — здесь для получения медали предстоит показать судьям как можно больше базовых, простых и обычных движений и доказать им своё хорошее знание «классики» брейк-данса.

## Отзывы
| Сводный рейтинг | Сводный рейтинг | Сводный рейтинг |
| Издание         | Оценка          | Оценка          |
| Издание         | PS2             | PSP             |
| --------------- | --------------- | --------------- |
| GameRankings    | 56,12 %         | 59,50 %         |